# Ludwig Keller (Jurist)
Albert Friedrich Jakob Ludwig Keller (* 7. November 1839 in Cadolzburg; † 30. Juni 1911 in Ansbach) war ein deutscher Jurist und Politiker. Er wirkte fast 28 Jahre lang als sogenannter rechtskundiger Bürgermeister der Stadt Ansbach.

## Leben
Geboren wurde Ludwig Keller als Sohn des protestantischen Pfarrers Johann Konrad Keller in Cadolzburg. Mit diesem wechselte die Familie an die Pfarrstelle nach Stetten (Gunzenhausen). Ludwig wurde in das „Pfarrwaisenhaus“ nach Windsbach geschickt. Ab 1849 besuchte Ludwig Keller das Gymnasium Carolinum (Ansbach), dort lebte er im Schülerheim (Alumneum). Nach disziplinarischen Problemen wechselte er an das Gymnasium bei St. Anna (Augsburg), wo er das Abitur ablegte. Er studierte an der Friedrich-Alexander-Universität Erlangen und der Ludwig-Maximilians-Universität Rechtswissenschaft. 1862 wurde er Mitglied des Corps Bavaria München. Nach Abschluss des Studiums absolvierte Keller das Referendariat ab 1863 wieder in Ansbach. Nach dem Tod des Vaters lebte er mit Mutter und Schwester in Ansbach zusammen. Am 11. Juni 1867 heiratete er die 20-jährige Pfarrerstochter Auguste Hetzel, mit der er neun Kinder hatte. In höheren Lebensjahren litt Keller unter zunehmender Sehschwäche. Nach einer Operation erblindete er auf einem Auge, die Sehkraft des anderen Auges war stark geschwächt.

## Politisches Wirken
1871 wurde Keller zum „rechtskundigen Magistratsrat“ der Stadt Ansbach gewählt. Nach dem Tod des Bürgermeisters Wilhelm Mandel wurde Keller im Oktober 1877 Bürgermeister der Stadt Ansbach. Bleibende Ergebnisse seiner Amtszeit sind die Wasserversorgung Ansbachs aus den Quellen von Gersbach, der Bau neuer Abwasserkanäle und der Anschluss aller Häuser an die zentrale Wasserversorgung. Unter Keller wuchs Ansbach stark, dementsprechend wurden in seiner Amtszeit viele Neubaugebiete ausgewiesen. Von 1877 bis 1893 war Ludwig Keller auch Mitglied des mittelfränkischen Bezirkstages. Vom 28. September 1893 bis zum 11. August 1904 saß er in der Kammer der Abgeordneten (Bayern) (als Vertreter der Deutsch-Freisinnigen Partei), anfangs als 4. Schriftführer, vom 9. Dezember 1897 bis 29. September 1903 als Vizepräsident und für die restliche Amtszeit als „einfacher“ Abgeordneter.

## Ehrungen
Aufgrund seiner Verdienste wurde Keller 1896 vom bayerischen König zum Ritter des Verdienstordens der Bayerischen Krone erhoben, was mit dem persönlichen Adelstitel verbunden war. Zudem wurde er 1901 zum königlichen geheimen Hofrat ernannt und erhielt den Verdienstorden vom Heiligen Michael. Die Stadt Ansbach verlieh ihm die Ehrenbürgerwürde.